# 鄭貞娟
鄭 貞娟（チョン・ジョンヨン、朝: 정정연、英: Jung-Yeon Chung、1987年7月4日 - ）は、韓国・慶尚北道星州郡出身の女子柔道家。48kg級。身長155cm。竜仁大学所属。

## 概要
2009年のグランドスラム・モスクワでは決勝戦で福見友子に開始1分で一本負け、銀メダルに終わった。世界選手権では3位となった。
2012年のロンドンオリンピックでは初戦で敗れた。

## 主な戦績
- 2004年 - アジアジュニア　3位(45kg級)
- 2005年 - アジアジュニア　優勝(45kg級)
- 2008年 - アジア選手権　3位
- 2008年 - 東アジア選手権　2位
- 2009年 - アジア選手権　優勝
- 2009年 - グランドスラム・モスクワ　2位
- 2009年 - ユニバーシアード　3位
- 2009年 - 世界選手権　3位
- 2009年 - ワールドカップ・ウランバートル　　優勝
- 2010年 - グランドスラム・パリ　3位
- 2010年 - グランドスラム・モスクワ　2位
- 2010年 - 世界選手権　5位
- 2010年 - アジア大会　3位
- 2011年 - ワールドマスターズ　5位
- 2011年 - ワールドカップ・タシュケント　優勝
- 2011年 - グランプリ・アブダビ　3位
- 2011年 - グランドスラム・東京　5位
- 2012年 - アジア選手権　3位
- 2012年 - グランプリ・青島　2位